# Dipartimento del Mella
Il dipartimento del Mella fu un dipartimento della Repubblica Cisalpina, della Repubblica Italiana, del Regno d'Italia, dal 1797 al 1814, e infine del breve periodo di occupazione austriaca seguita dalla costituzione del Regno Lombardo-Veneto (1814-1816). Prendeva il nome dal fiume Mella e aveva come capoluogo Brescia.

## Storia
Il dipartimento fu creato il 21 novembre 1797, con l'ingresso della Repubblica Bresciana, entità provvisoria nata con l'occupazione della città lombarda da parte dell'armata francese, in quella Cisalpina. In un primo momento, il territorio storico del Bresciano fu privato di parte della Val Camonica, assegnata parzialmente anche ai dipartimenti del Serio e dell'Adda e Oglio, e di tutta la riva del Garda, che venne assegnata al Dipartimento del Benaco, quest'ultimo delimitato a occidente dal fiume Chiese.
Nel settembre 1798, a seguito di una riformulazione delle divisioni dipartimentali, anche la riva destra del Garda fu assegnata al dipartimento bresciano.
Dopo gli eventi seguiti la caduta del Regno d'Italia, il dipartimento fu mantenuto provvisoriamente nell'organico amministrativo da parte degli occupanti austriaci e confluì come suddivisione di primo livello nel Regno Lombardo Veneto. Fu sostituito dalla provincia di Brescia, quando entrò in vigore la Notificazione 12 febbraio 1816.

## Organizzazione

### I confini del 14 novembre 1797
La legge 24 brumaio anno VI, emanata il 14 novembre 1797, stabilì i seguenti confini:
- quelli occidentali e meridionali furono fissati presso la riva sinistra del fiume Oglio, dalla confluenza del torrente Grigna a quella del Chiese, compresa la riva sinistra del lago d'Iseo;
- quelli orientali furono delimitati dal corso del Chiese procedendo verso nord fino al lago d'Idro;
- quelli settentrionali comprendevano le valli del Grigna fino al passo di Crocedomini, che porta in val Sabbia e quindi al lago d'Idro.

### La suddivisione del 2 maggio 1798
Con la legge 13 fiorile anno VI, emanata il 2 maggio 1798, il territorio dipartimentale fu ripartito in 31 distretti, 14 dei quali costituiti da comuni che facevano distretto a sé:
1. Distretto di Garza orientale (Brescia capoluogo non incluso)
2. Distretto di Garza occidentale (Brescia capoluogo non incluso)
3. Distretto dei Marmi (Rezzato capoluogo)
4. Distretto delle Vigne (Gussago capoluogo)
5. Distretto del Monte (Capriano capoluogo)
6. Distretto Interno (Travagliato capoluogo)
7. Distretto del Basso Sebino (Iseo capoluogo)
8. Distretto del Monte Orfano (Rovato capoluogo non incluso)
9. Distretto delle Sete (Chiari capoluogo non incluso)
10. Distretto delle Pianure (Orzinuovi capoluogo non incluso)
11. Distretto dello Strone (Verolanuova capoluogo non incluso)
12. Distretto di Gottengo (Gottolengo capoluogo)
13. Distretto di Caccia libera (Gambara capoluogo)
14. Distretto del Naviglio (Gavardo capoluogo)
15. Distretto delle Fucine (Nozza capoluogo)
16. Distretto delle Miniere (Bovegno capoluogo)
17. Distretto dell’Armi (Gardone capoluogo)

- Brescia
- Chiari
- Rovato
- Verolanuova
- Pontevico
- Manerbio
- Canneto
- Calvisano
- Ghedi
- Leno
- Orzinuovi
- Bagolino
- Palazzolo
- Quinzano

### La suddivisione del 26 settembre 1798
Con la legge 15 fruttidoro anno VI, emanata il 1º settembre 1798, i dipartimenti della Repubblica Cisalpina vennero ridotti da 20 a 11; in seguito a ciò, al dipartimento del Mella fu aggregata la gran parte dei territori già appartenuti al disciolto Dipartimento del Benaco.
Con la successiva legge 21 vendemmiale anno VII, emanata il 12 ottobre 1798, il dipartimento del Mella, ingrandito, fu diviso in 14 ampliati distretti:
1. Distretto Centrale (Brescia capoluogo)
2. Distretto di Garza orientale (Brescia capoluogo non incluso)
3. Distretto di Garza occidentale (Brescia capoluogo non incluso)
4. Distretto del Sebino (Iseo capoluogo)
5. Distretto del Sete (Chiari capoluogo)
6. Distretto delle Pianure (Orzinuovi capoluogo)
7. Distretto dello Strone (Verolanuova capoluogo)
8. Distretto di Caccia libera (Gambara capoluogo)
9. Distretto delle Sorgenti (Leno capoluogo)
10. Distretto dei Colli (Montichiari capoluogo)
11. Distretto delle Vigne (Lonato capoluogo)
12. Distretto degli Ulivi (Salò capoluogo)
13. Distretto delle Fucine (Vestone capoluogo)
14. Distretto delle Armi (Gardone capoluogo)

Con una piccola modifica del 17 piovoso VII, dagli Ulivi venne scorporato un Distretto degli Aranci con capoluogo Gargnano.

### La suddivisione del 13 maggio 1801
Con la legge del 13 maggio 1801, poi confermata col reale decreto dell'8 giugno 1805, il dipartimento fu diviso in quattro distretti a loro volta organizzati in cantoni:
- distretto I:
  - cantoni I-IV (capoluogo: Brescia);
  - V (Gardone);
  - VI (Bovegno);
  - VII (Lonato).
- distretto II:
  - I cantone (capoluogo: Chiari);
  - II (Iseo);
  - III (Adro);
  - IV (Orzinuovi).
- distretto III:
  - I cantone (Verolanuova);
  - II (Leno);
- distretto IV:
  - I cantone (Salò);
  - II (Gargnano);
  - III (Preseglie)
  - IV (Vestone).

La suddivisione distrettuale fu rivista nel 1811. Nel I distretto fu creato il nuovo cantone di Montechiaro (V) e furono cambiate le numerazioni di quelli di Lonato, che divenne il VI, Gardone (VII), Bovegno (VIII). Il II distretto perse Orzinuovi, che formò il terzo cantone del III distretto, e vide l'inversione d'ordine fra Adro, divenuto II cantone, e Iseo, numerato come III. Nel III distretto, Orzinuovi divenne II cantone mentre a Leno fu assegnato il III. Rimase inalterato il IV distretto.

## Elenco dei Prefetti
- Carlo Verri (1802 - 1804);
- Francesco Mosca (1804 - 1806);
- Giuseppe Tornielli (1806 - 1812);
- Teodoro Somenzari (1812 - 1814)[3].